# Traude Bührmann
 (octobre 2023).
Traude Bührmann, aussi connue sous le pseudonyme d’Olga Linz, née le 26 novembre 1942 à Essen, est une écrivaine, journaliste, photographe et traductrice allemande.

## Carrière
Après avoir obtenu son diplôme d'études secondaires, suivi un apprentissage commercial et passé deux ans à Londres et à Paris Traude Bührmann devient correspondante à l'étranger. Au début des années 1970, elle passe plusieurs années au Népal et en Inde, réalisant des reportages photo et récits de ses expériences. De retour en Allemagne de l'Ouest, elle obtient un diplôme de sociologie à Berlin de 1973 à 1977 dans le cadre de l'enseignement pour adultes. De 1976 à 1979, elle travaille comme rédactrice au magazine féminin féministe berlinois Courage et dans d'autres magazines, notamment internationaux et, en tant que journaliste indépendante, écrivaine et photographe, elle produit des textes et des images pour des documentaires et des anthologies.
Entre 1980 et 1990 Bührmann est correspondante de Lesbia Magazine. En 1984, elle participe à la fondation de Lesben.Kultur.Etage Araquin à Berlin-Ouest. En 1989, elle passe un an à Montréal et de 1988 à 1994 participe à des lectures aux Salons internationaux du livre féministe de Montréal, Barcelone, Amsterdam et Melbourne. Elle organise des projets interdisciplinaires au lieu de rencontre berlinois des artistes féminines PELZE-multimedia. Elle est co-organisatrice de l'exposition photo itinérante européenne Lesbian Connexions, présentée pour la première fois aux Gay Games d'Amsterdam en 1998.
En 2000, Bürhmann publie Faltenweise - Lesben und Alter' chez Krug & Schadenberg, elle y présente une série de portraits de lesbiennes et personnes agées. Entre 2002 et 2005, Bührmann est responsable de l'organisation et la direction de salons littéraires et d'ateliers d'écriture pour l'EFAK, l'Académie européenne des arts et des sciences des femmes de Berlin-Brandenburg, elle travaille ensuite dans des centres culturels, des associations de quartier et des établissements scolaires.
À partir de 2012, elle est l’autrice des biographies d'artistes femmes telles que Melli Beese et Monique Wittig et produit des textes et des photos qui seront publiés dans « Mein Lesbisches Augen », une anthologie annuelle publiée par Konkursbuch Verlag Claudia Gehrke et dans le magazine féministe lesbien radical Ihrsinn. Bührmann travaille également dans le domaine de la conservation de la mémoire lesbienne-féministe en organisant des parcours historiques à Berlin et à Paris.

## Prix et distinctions
Traude Bührmann a été récompensée du 1er Prix de littérature lesbienne du Grupo Salon de Hambourg pour son récit Flüge über Moabiter Mauern en 1987.